# IEC TC 119
Technická komise IEC TC 119, Tištěná elektronika,  je jednou z technických komisí Mezinárodní elektrotechnické komise (International Electrotechnical Commission, IEC). TC 119 je odpovědná za normalizaci v oblasti tištěné elektroniky, tj. terminologie, materiálů , procesů, přístrojů, výrobků a rovněž v oblasti ochrany zdraví, bezpečnosti a prostředí .

## Strategický obchodní plán
Obchodní strategie komise TC 119 je dostupná na webu IEC:.

## Pracovní skupiny a subkomise
TC 124 sestává z řady pracovních skupin (WG), které odpovídají za normy z příslušné oblasti. Aktivní pracovní skupiny(stav 7/2020) jsou uvedeny v tabulce..
| IEC TC 124 ‒ Pracovní skupiny |                                |                                                           |
| Pracovní skupina              | Název skupiny                  | Příklady norem                                            |
| WG 1                          | Terminologie a "cestovni mapa" | IEC 62899-101 (Terminologie - Slovník)                    |
| WG 2                          | Materiály                      | IEC 62899-201 (Materiály - Slovník)                       |
| WG 3                          | Zařízení                       | IEC 62899-301-1 (Zařízení pro kontaktní tisk)             |
| WG 4                          | Tisknutelnost (Printability)   | IEC 62899-401 (Tisknutelnost - Přehled)                   |
| WG 5                          | Hodnocení kvality              | IEC 62899-501-1 (Poruchové režimy a mechanické testování) |

## Publikované dokumenty komise IEC TC 119
Publikované dokumenty jsou dostupné na webu IEC:.

## Projekty komise IEC TC 119
Aktuální rozpracované projekty lze nalézt na webu IEC .

## Ilustrace zařízení/výrobků souvisejících s tištěnou elektronikou

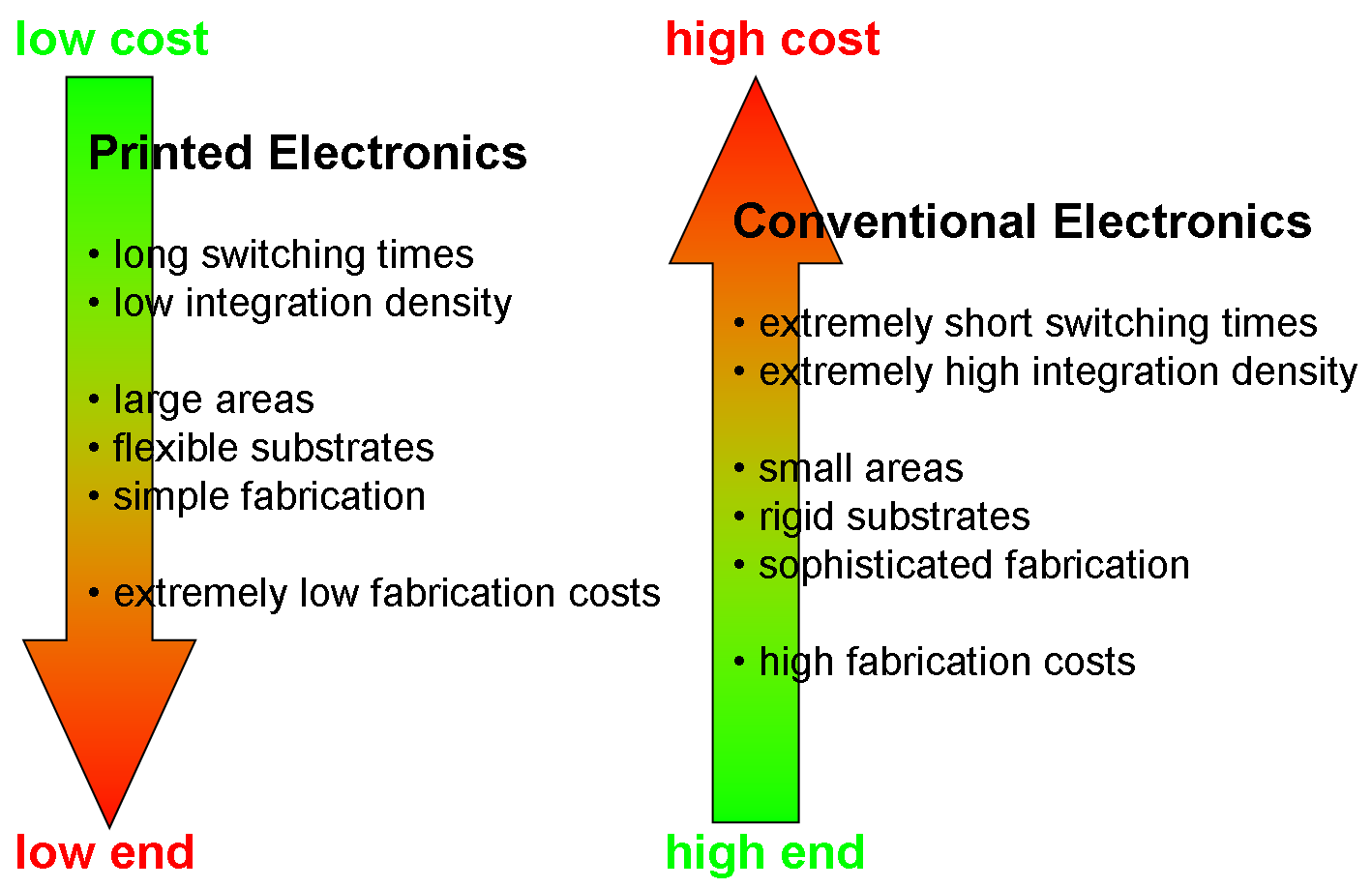
Srovnání tištěné elektroniky a konvenční elektroniky
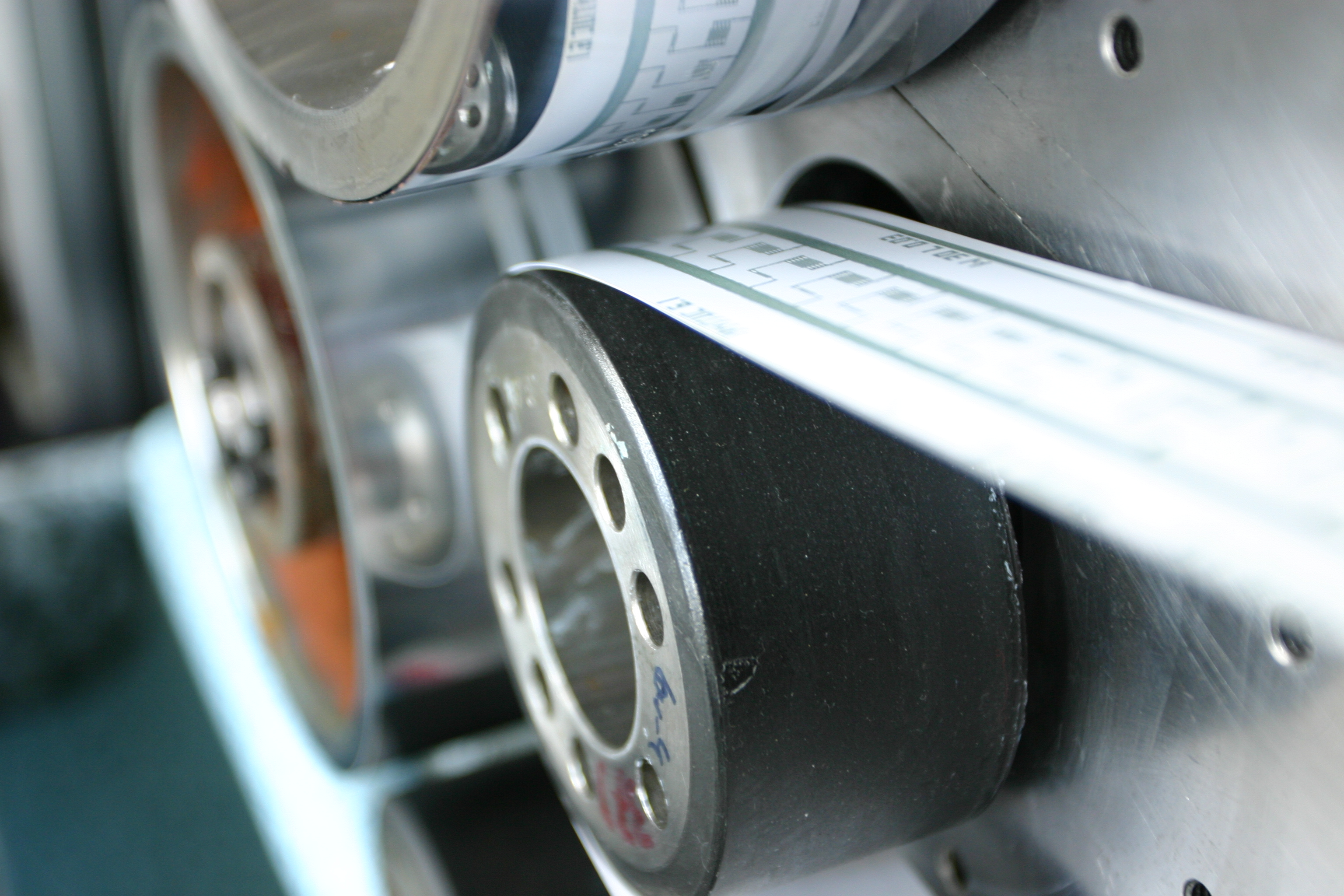
Zařízení pro výrobu elektronických struktur pomocí hlubotisku na papír
Tištěná nalepovací etiketa (anténa + zabudovaný RFID čip) pro sledování výrobků ve skladu resp. výrobků vynášených z prodejny
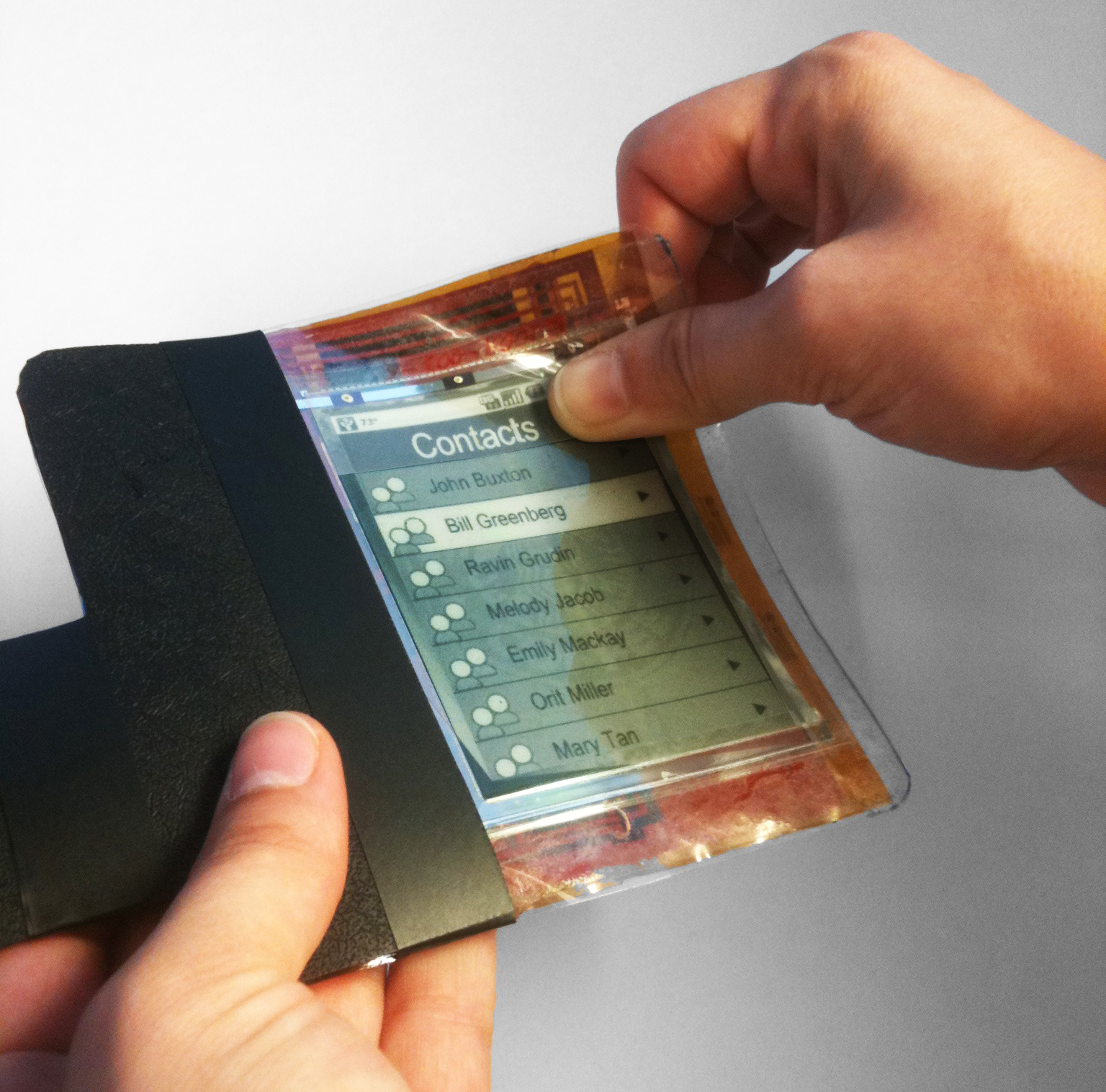
Ohebný, tenkovrstvý chytrý telefon
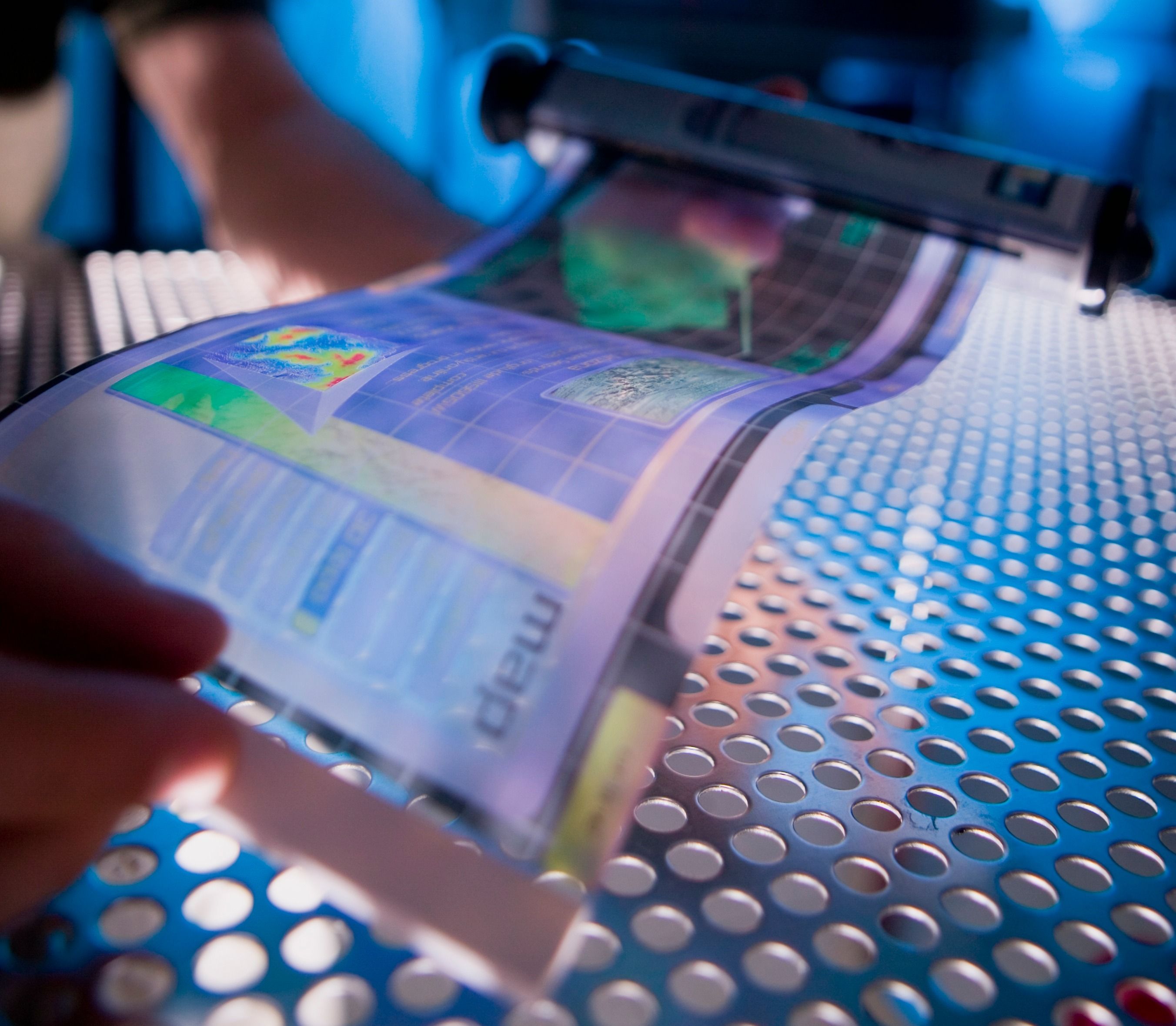
Technologie ohebných displejů
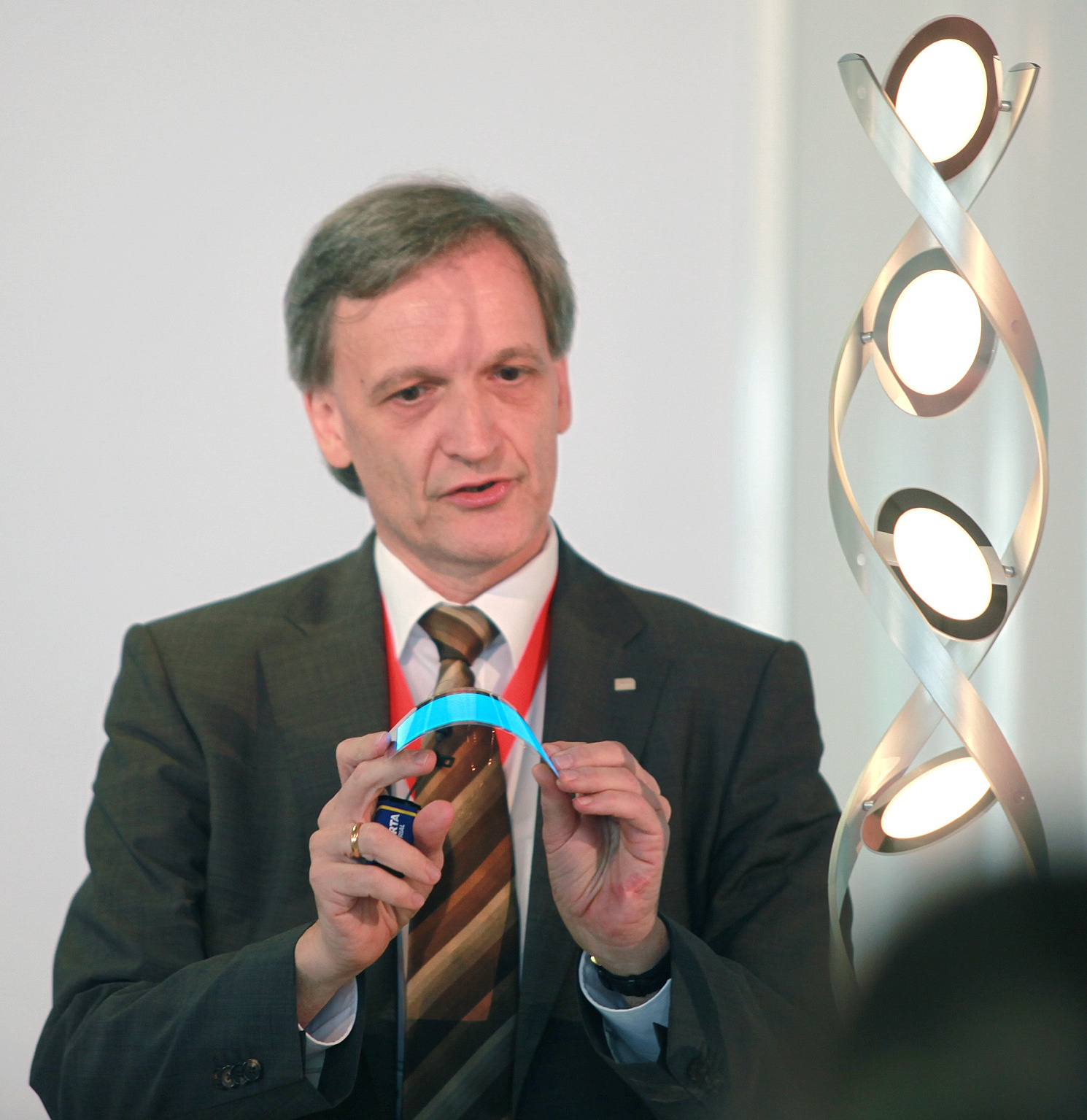
Předvádění ohebné lampy typu OLED